# Pescosansonesco
Pescosansonesco är en ort och kommun i provinsen Pescara i regionen Abruzzo i Italien. Kommunen hade 486 invånare (2018).